# Валя-Синджорджулуй
Валя-Синджорджулуй (рум. Valea Sângeorgiului) — село у повіті Хунедоара в Румунії. Адміністративно підпорядковане місту Келан.
Село розташоване на відстані 278 км на північний захід від Бухареста, 18 км на південний схід від Деви, 121 км на південь від Клуж-Напоки, 142 км на схід від Тімішоари.

## Населення
За даними перепису населення 2002 року у селі проживали 324 особи, з них 321 особа (99,1%) румунів. Рідною мовою 321 особа (99,1%) назвала румунську.